# Kawasaki C-2
Kawasaki C-2 — японський реактивний двомоторний військово-транспортний літак середньої дальності, розроблений і виготовлений японським конгломератом Kawasaki.
Літак створено для заміни транспортних літаків Kawasaki C-1 , які експлуатуються з 1970-х років.

## Історія
Перший політ літака відбувся 2010 року з японського аеродрому Гіфу.
На озброєння Повітряних сил самооборони Японії C-2 надійшов 2016 року.

## Технічні характеристики
Загальні характеристики
- Екіпаж: 3
- Вантажопідйомність: 37600 kg
- Довжина: 43,9 м (144 фут 0 дюйм)
- Розмах: 44,4 м (145 фут 8 дюйм)
- Висота: 14,2 м (46 фут 7 дюйм)
- Порожня вага: 69 000 кг (152 119 фунт)
- Максимальна злітна вага: 141 400 кг (311 734 фунт)
- Силова установка: 2 × General Electric CF6-80C2K1F турбовентиляторні двигуни

Льотні характеристики
- Максимальна швидкість: 920 км/год (572 миля/год; 497 вуз)
- Крейсерська швидкість: 890 км/год (553 миля/год; 481 вуз)
- Дальність: 7 600 км (4 722 миля; 4 104 морська миля)
- Практична стеля: 13 100 м (42 979 фут)

## Оператори
Японія
- Повітряні сили Японії

Станом на березень 2022 року в експлуатації 14 од. Kawasaki C-2.

## Галерея

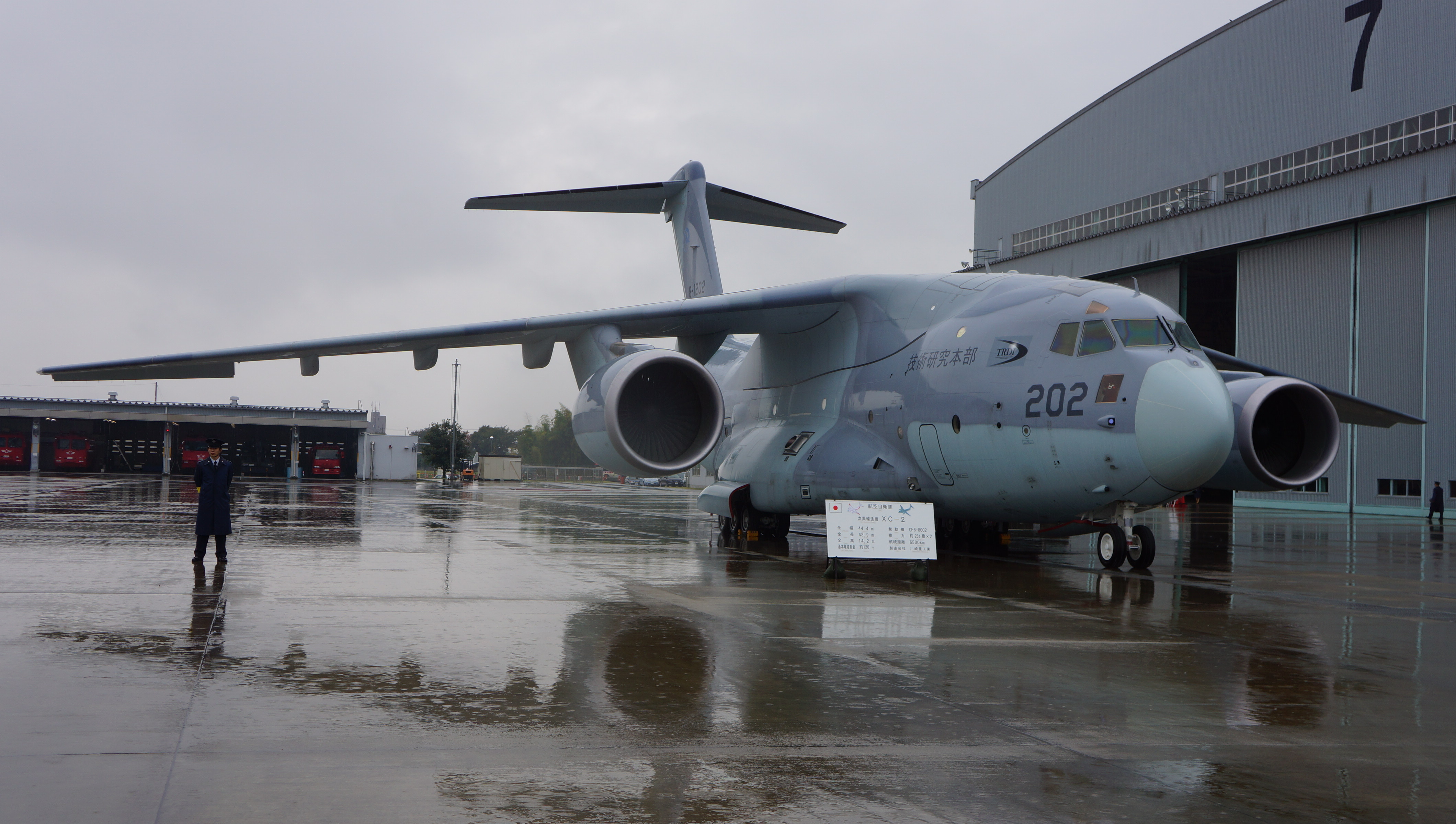
Прототип XC-2 на базі Японських повітряних сил самооборони Гіфу, 28 жовтня 2012 р.
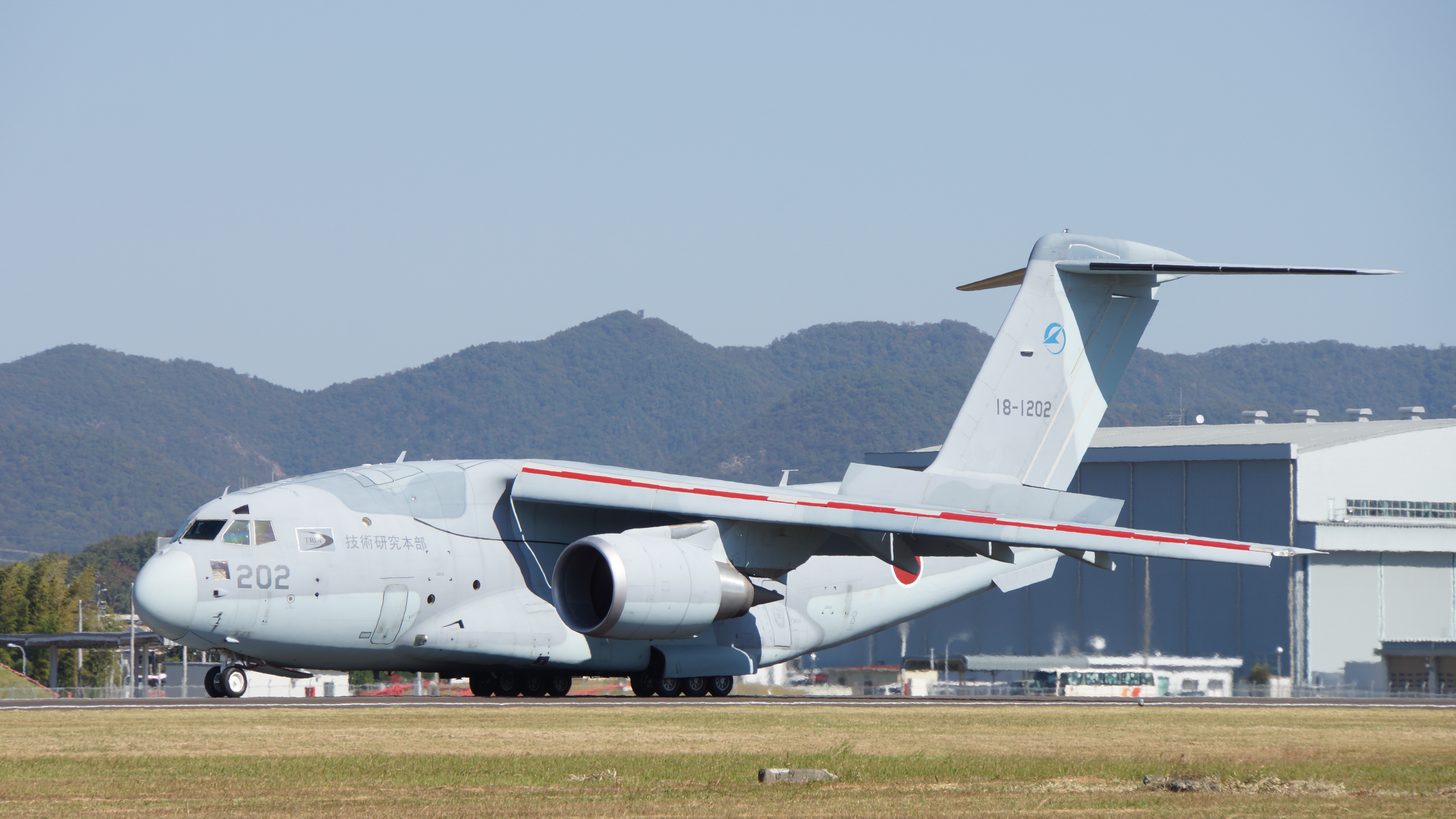
Kawasaki C-2, Японія, авіабаза Гіфу, 2015 р.
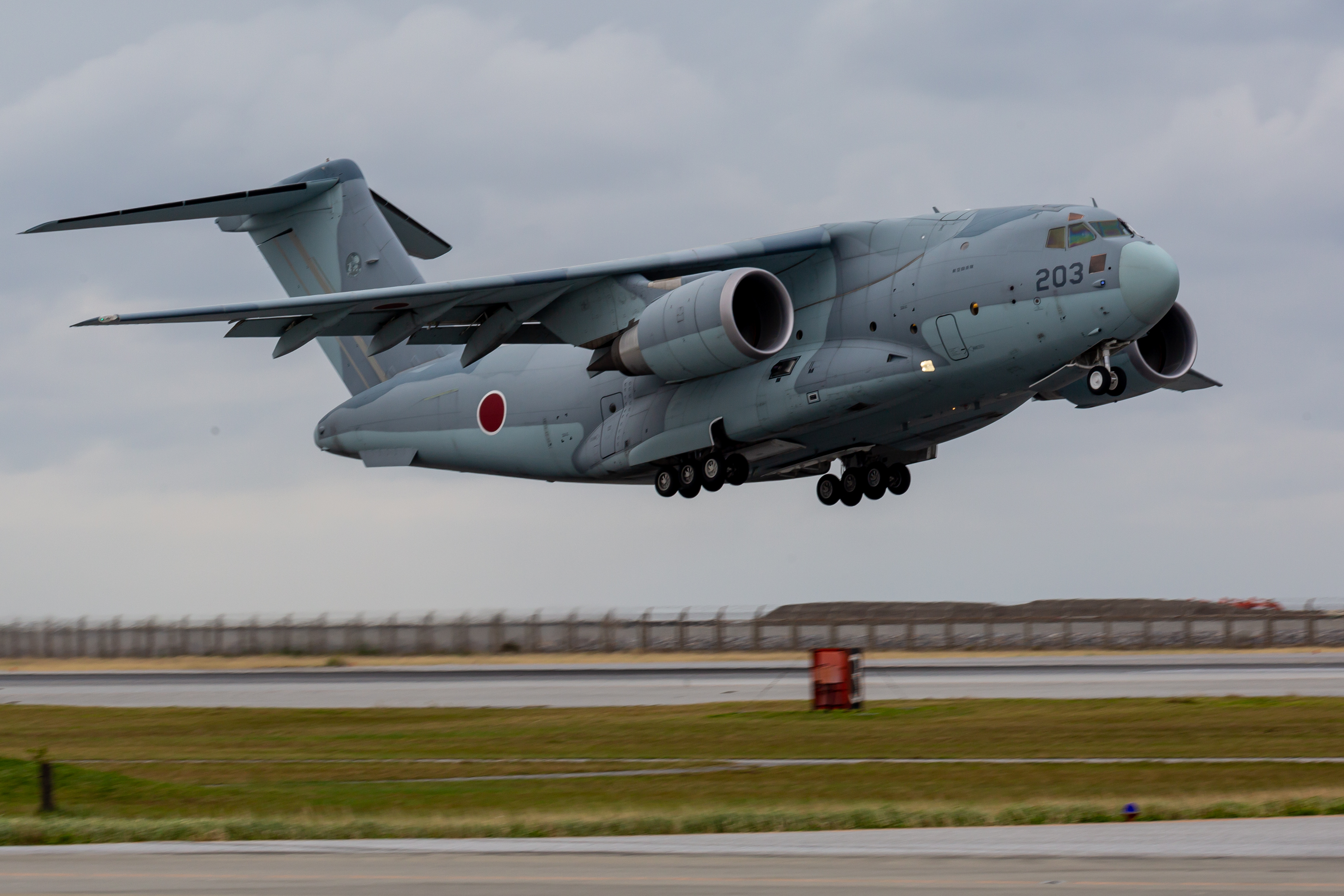
Kawasaki C-2, Naha Air Show, 2018 р.
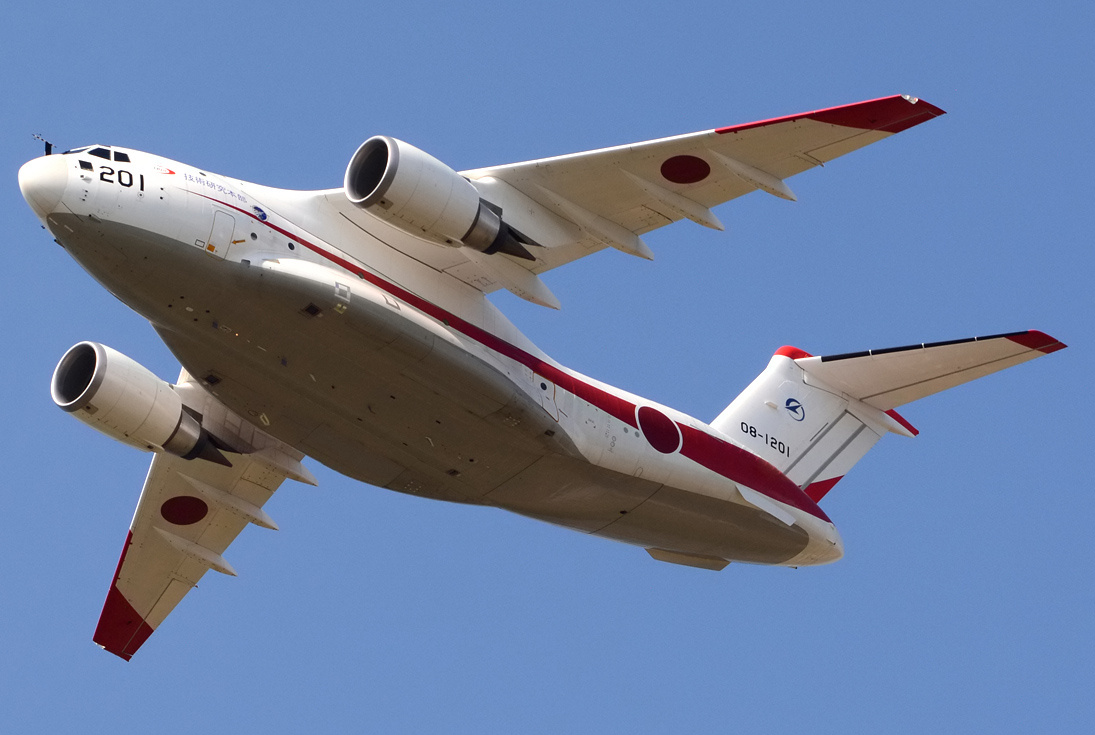
Kawasaki C-2, 2018 р.
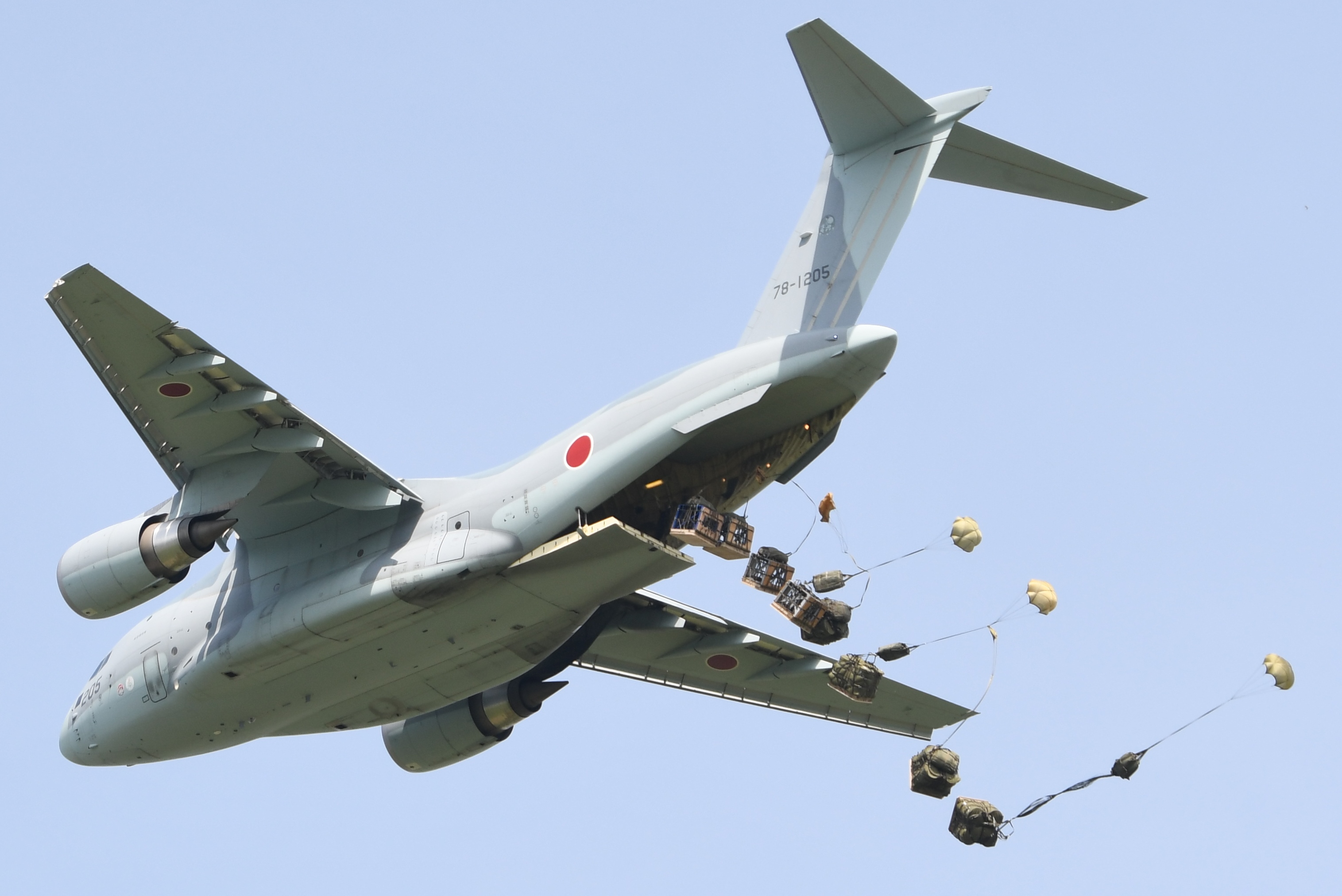
Kawasaki C-2, десантування повітряних сил самооборони Японії, авіабаза Міхо, 2018 р.